# 하띤
하띤시(베트남어: Thành phố Hà Tĩnh / 城舖河靜)는 베트남 중북부 지방 하띤성의 성도이다. 2007년 성도로 승격되었으며, 2017년을 기준으로 면적은 56.54km2, 인구는 202,062명이다.

## 지리
하띤시는 베트남 수도 하노이로부터 남쪽으로 340km 떨어진 국도 1A 상에 위치해 있다. 그것에서 빈 시가 북쪽으로 50km 지점에 있고, 후에는 남쪽으로 314km 떨어진 곳에 위치해 있다. 동쪽으로 12.5km 떨어진 곳에 남중국해가 있다.
- 북쪽 국경 : 탁하 (까이 다리), 끄어솟 강
- 서쪽 국경 : 탁다이 싸, 까이 강 (탁하 싸)
- 남쪽 국경 : 껌빈 싸 (껌쑤옌군)
- 동쪽 국경 : 동몬 강 (탁하군, 록하)

## 행정구역
하띤시는 10개의 프엉(坊)과 6개의 싸(社)를 관할한다.

### 프엉
- 박하 (Bắc Hà / 北河)
- 다이나이 (Đại Nài /大耐)
- 하후이텁 (Hà Huy Tập / 何輝集)
- 남하 (Nam Hà /南河)
- 응우옌주 (Nguyễn Du /阮攸)
- 떤장 (Tân Giang /新江)
- 탁린 (Thạch Linh / 石靈)
- 탁꾸이 (Thạch Quý /石貴)
- 쩐푸 (Trần Phú /陳富)
- 반옌 (Văn Yên / 文安)

### 싸
- 탁빈 (Thạch Bình /石平)
- 탁동 (Thạch Đồng /石洞)
- 탁하 (Thạch Hạ /石下)
- 탁헝 (Thạch Hưng /石興)
- 탁몬 (Thạch Môn / 石門)
- 탁쩡 (Thạch Trung / 石中)

## 기후
| 하띤시의 기후                      | 하띤시의 기후 | 하띤시의 기후 | 하띤시의 기후 | 하띤시의 기후 | 하띤시의 기후 | 하띤시의 기후 | 하띤시의 기후 | 하띤시의 기후 | 하띤시의 기후 | 하띤시의 기후 | 하띤시의 기후 | 하띤시의 기후 | 하띤시의 기후 |
| 월                                 | 1월           | 2월           | 3월           | 4월           | 5월           | 6월           | 7월           | 8월           | 9월           | 10월          | 11월          | 12월          | 연간          |
| ---------------------------------- | ------------- | ------------- | ------------- | ------------- | ------------- | ------------- | ------------- | ------------- | ------------- | ------------- | ------------- | ------------- | ------------- |
| 역대 최고 기온 °C (°F)             | 32.4 (90.3)   | 35.8 (96.4)   | 38.1 (100.6)  | 39.9 (103.8)  | 40.2 (104.4)  | 40.1 (104.2)  | 39.9 (103.8)  | 39.7 (103.5)  | 38.0 (100.4)  | 35.2 (95.4)   | 33.4 (92.1)   | 29.8 (85.6)   | 40.2 (104.4)  |
| 일평균 최고 기온 °C (°F)           | 20.6 (69.1)   | 20.8 (69.4)   | 23.8 (74.8)   | 28.2 (82.8)   | 32.2 (90.0)   | 33.7 (92.7)   | 34.3 (93.7)   | 33.1 (91.6)   | 30.6 (87.1)   | 27.6 (81.7)   | 24.5 (76.1)   | 21.7 (71.1)   | 27.6 (81.7)   |
| 일일 평균 기온 °C (°F)             | 17.6 (63.7)   | 18.1 (64.6)   | 20.7 (69.3)   | 24.3 (75.7)   | 27.8 (82.0)   | 29.3 (84.7)   | 29.7 (85.5)   | 28.7 (83.7)   | 26.8 (80.2)   | 24.3 (75.7)   | 21.4 (70.5)   | 18.6 (65.5)   | 23.9 (75.0)   |
| 일평균 최저 기온 °C (°F)           | 15.6 (60.1)   | 16.5 (61.7)   | 18.7 (65.7)   | 21.9 (71.4)   | 24.5 (76.1)   | 26.0 (78.8)   | 26.1 (79.0)   | 25.6 (78.1)   | 24.2 (75.6)   | 22.0 (71.6)   | 19.3 (66.7)   | 16.4 (61.5)   | 21.4 (70.5)   |
| 역대 최저 기온 °C (°F)             | 7.3 (45.1)    | 8.0 (46.4)    | 8.2 (46.8)    | 13.3 (55.9)   | 17.3 (63.1)   | 19.5 (67.1)   | 22.0 (71.6)   | 22.3 (72.1)   | 17.0 (62.6)   | 15.1 (59.2)   | 11.3 (52.3)   | 6.8 (44.2)    | 6.8 (44.2)    |
| 평균 강수량 mm (인치)              | 97 (3.8)      | 64 (2.5)      | 54 (2.1)      | 74 (2.9)      | 143 (5.6)     | 144 (5.7)     | 112 (4.4)     | 225 (8.9)     | 532 (20.9)    | 765 (30.1)    | 319 (12.6)    | 162 (6.4)     | 2,690 (105.9) |
| 평균 강수일수                      | 14.6          | 15.8          | 14.9          | 11.3          | 11.1          | 8.9           | 7.2           | 11.5          | 14.9          | 18.4          | 16.4          | 13.6          | 158.5         |
| 평균 상대 습도 (%)                 | 91.0          | 92.9          | 91.8          | 88.3          | 81.7          | 76.8          | 73.9          | 79.7          | 86.5          | 88.7          | 88.5          | 88.2          | 85.7          |
| 평균 월간 일조시간                 | 77            | 50            | 76            | 137           | 219           | 206           | 233           | 193           | 161           | 135           | 95            | 82            | 1,664         |
| 출처: 베트남 과학 기술 양성 연구소 |               |               |               |               |               |               |               |               |               |               |               |               |               |

## 교육
- 하띤 대학교
- 하띤 의학 대학교
- 하띤 기술 전문 대학교
- 비엣득 하띤 직업 전문 학교
- 응우옌주 문화 체육 대학교

## 갤러리

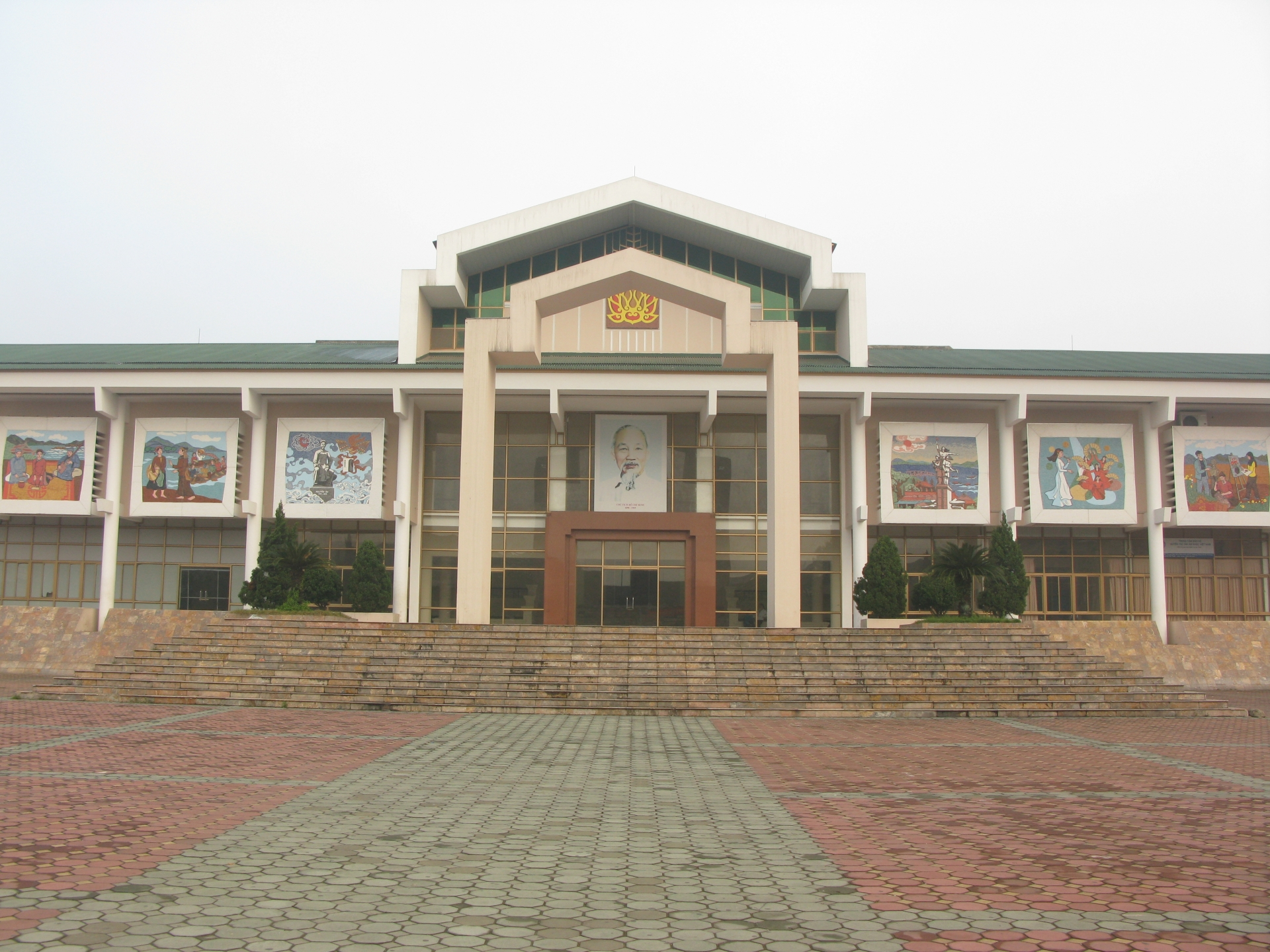
시립 문화 센터
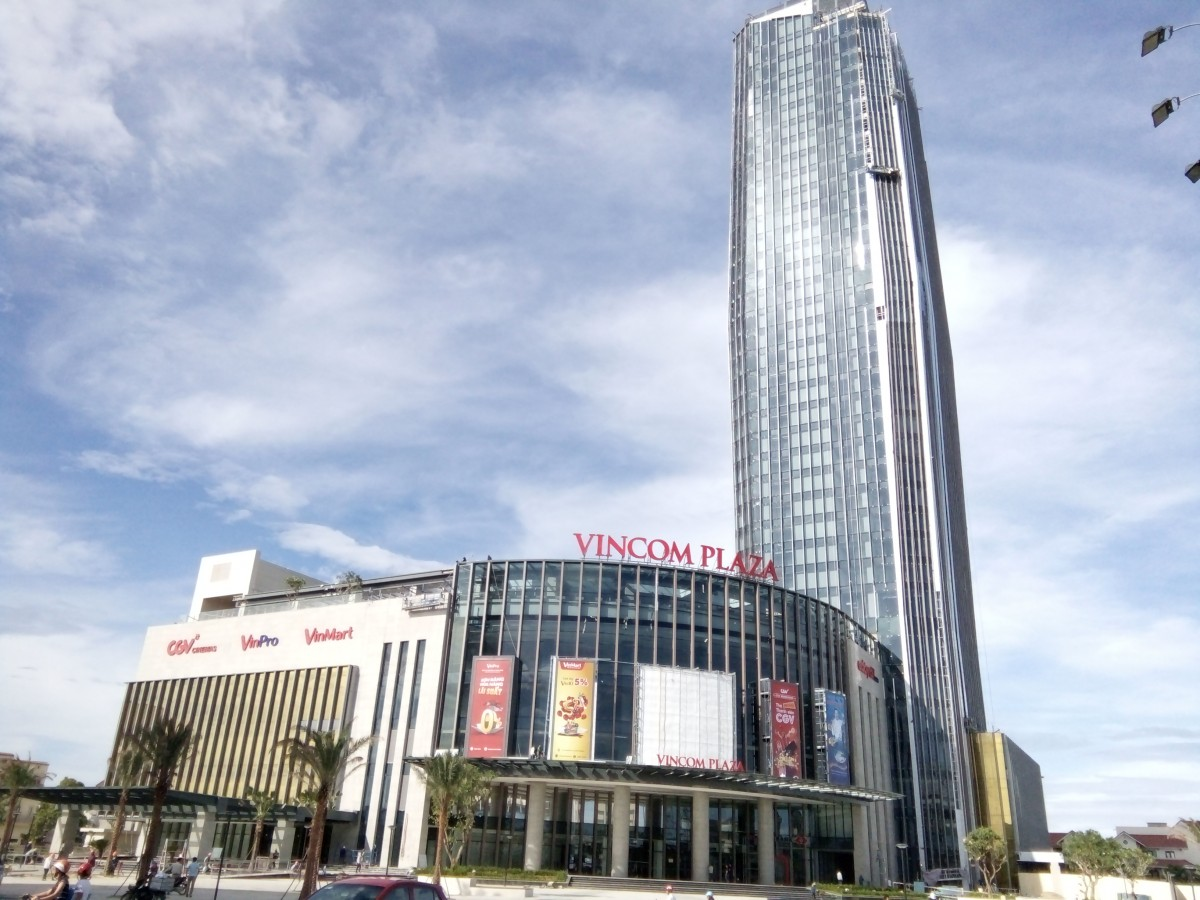
빈컴 플라자 하띤
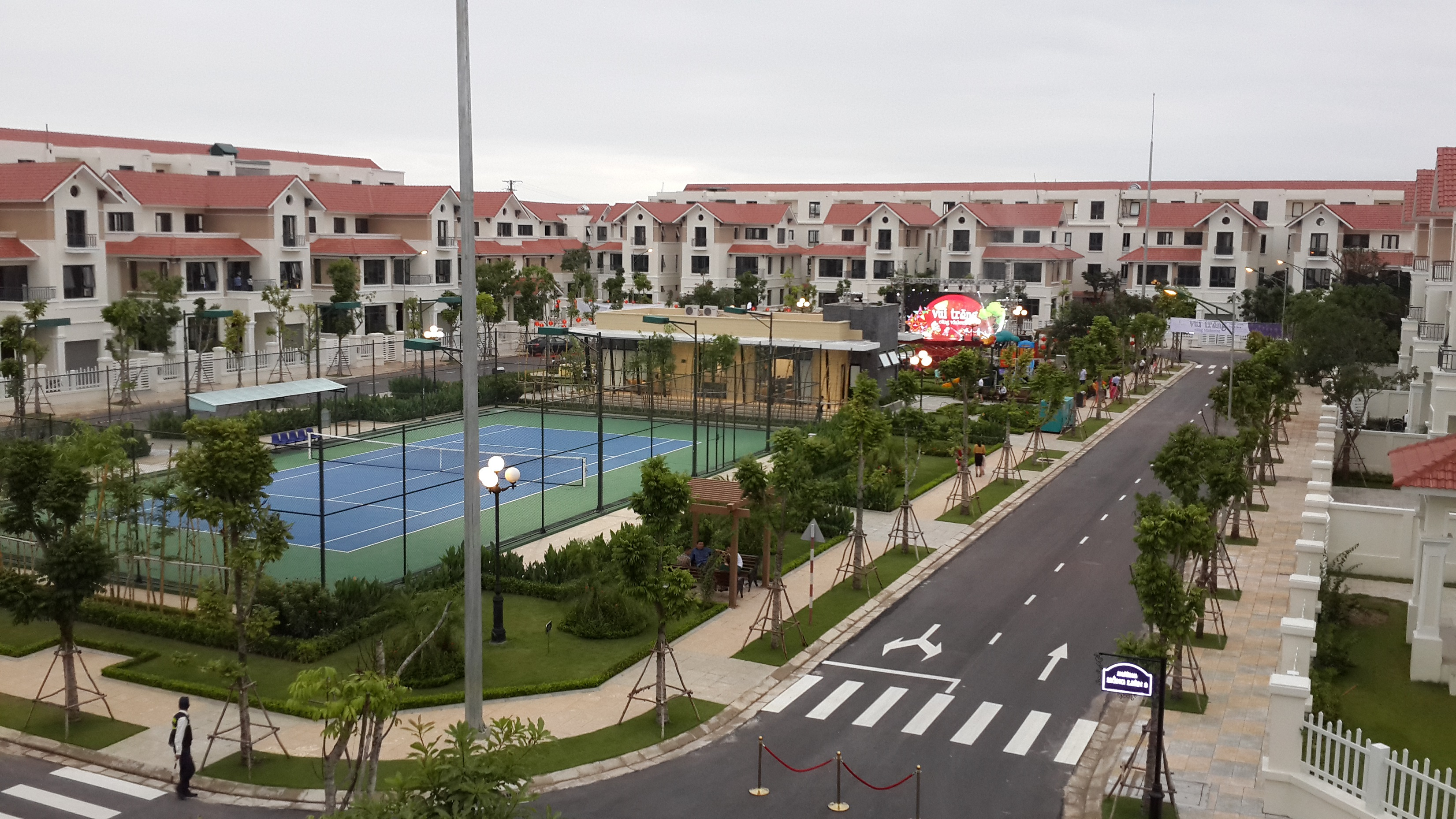
빈홈 하띤 지역
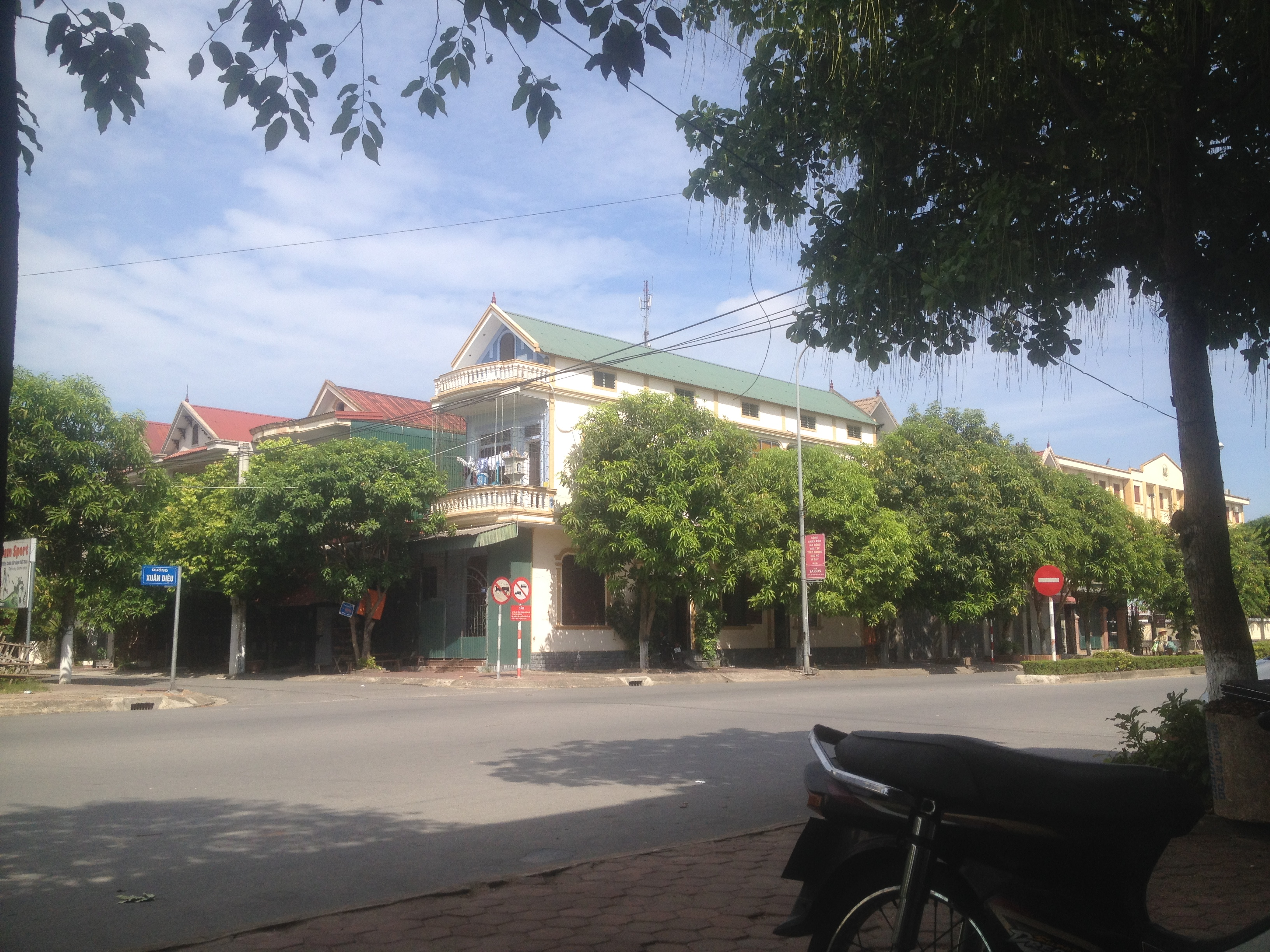
쑤언지우 교차로